# Олл Бойз
«Олл Бойз» (исп. Club Atlético All Boys) — аргентинский футбольный клуб из Буэнос-Айреса. В клубе культивируются также баскетбол, бокс, волейбол, гандбол, кикбоксинг, роллер спорт, тхэквондо, мини-футбол.

## История
Клуб основан 15 марта 1913 года в районе Флореста, а в 1924 году переехал в район Монте-Кастро. Получил своё название ввиду молодости его основателей (англ. All Boys — «Все мальчики»), и на английском языке по существовавшей в те годы в Аргентине традиции.
Лучшие годы клуба пришлись на 1970-е годы, когда он с 1973 по 1980 годы выступал в «Примере». В сезоне 2010/11, после 30-летнего перерыва, команда стала выступать в Примере, высшем футбольном дивизионе Аргентины. «Олл Бойз» сумели продержаться в элите четыре года, но по окончании сезона 2013/14 вновь вылетели в Примеру B Насьональ. По итогам сезона 2017/18 команда вновь опустилась, на этот раз в Примеру B Метрополитана.
Домашние матчи «Олл Бойз» проводит на стадионе «Ислас Мальвинас», вмещающем 21 000 зрителей.
Принципиальным соперником клуба считается другой клуб из Буэнос-Айреса, «Нуэва Чикаго».

## Титулы
- Победитель Примеры B (второй дивизион) (1): 1972
- Победитель третьего дивизиона Аргентины (1): 1946, 1950, 1992/93, 2007/08

## Сезоны
- В Примере Аргентины — 19 сезонов (включая допрофессиональный период).
- Во Вторых дивизионах — 73 сезона.
- В Третьих дивизионах — 19 сезонов.